# Goryphus hyalinoides
Goryphus hyalinoides là một loài tò vò trong họ Ichneumonidae.